# Rue Finkwiller
La rue Finkwiller est une voie de Strasbourg située dans le quartier historique du Finkwiller et rattachée au quartier administratif Centre-ville depuis 2013. Elle va de la rue des Glacières au quai Finkwiller.

## Toponymie
À travers les variantes, la racine Fink (« pinson » en allemand) est une constante, le Finkwiller étant considéré dès le Moyen Âge comme un « hameau de pinsons ».
La voie porte ainsi successivement différents noms, en français ou en allemand : Vinkenwilre (1224),  quartier du Finkwiller (1786), rue du 2 Messidor (1794), rue Finckwiller, Finkweiler (1817). En 1857 elle devient rue du Finckwiller. Après l'annexion de 1870, le Finckwiller perd le « c » avant le « k » (Finkwiller). Finkweilerstrasse prévaut en 1906 et 1940. En français, l'usage moderne supprime à nouveau l'article pour adopter « rue Finkwiller » (1918, 1945).

## Histoire
Surtout habité par des pêcheurs et des jardiniers, le quartier est situé à l'intérieur des remparts à partir de la première moitié du XIIIe siècle. 
La première numérotation, mise en place entre 1784 et 1857, englobe tout le quartier, le no 1 se trouvant place Saint-Louis. Elle se poursuit par le quai, la rue Finckwiller, les Ponts couverts et se termine au no 94, l'actuel no 9 de la rue du Bain-Finkwiller. 

La rue Finkwiller en 1911.
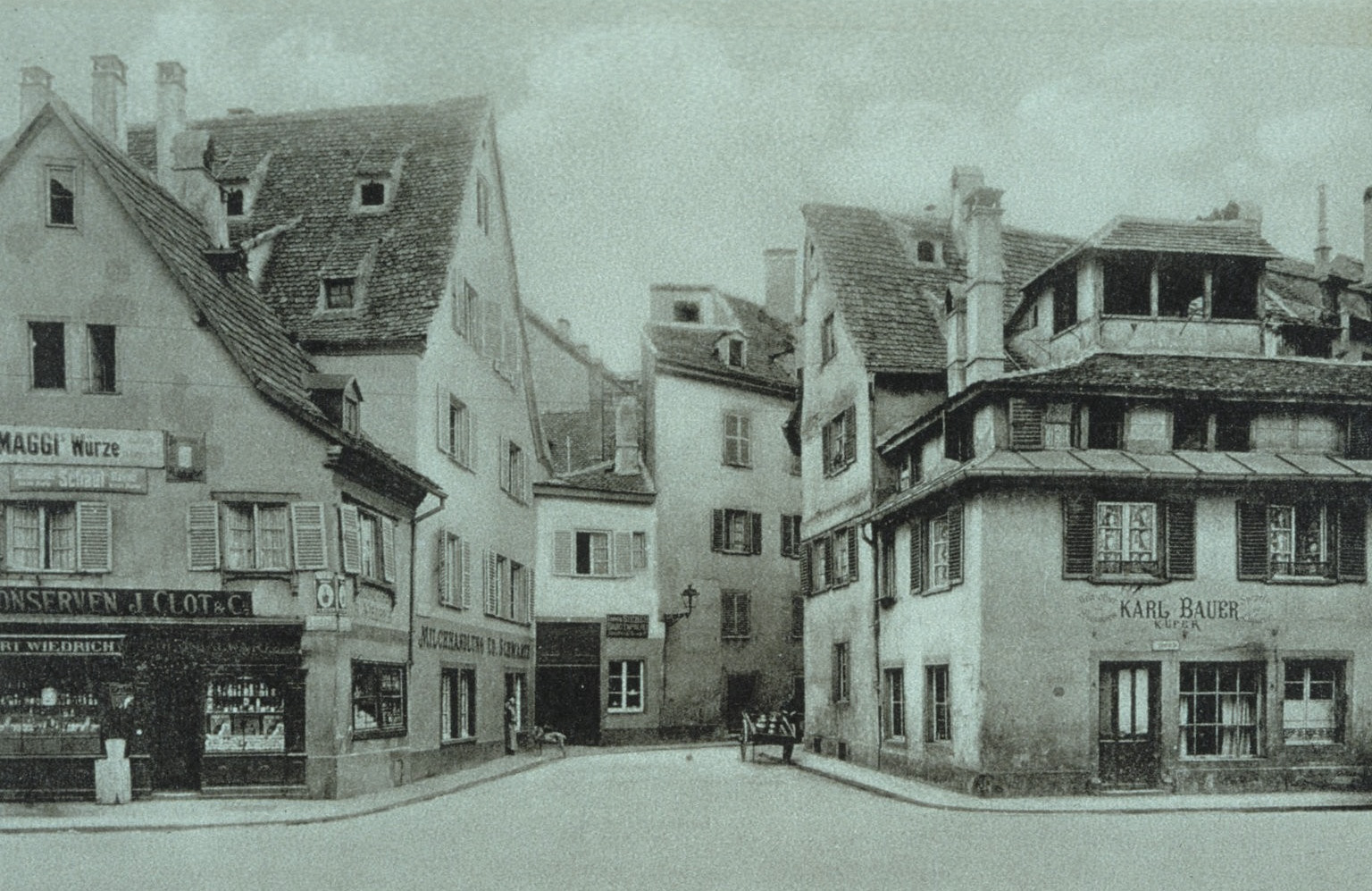
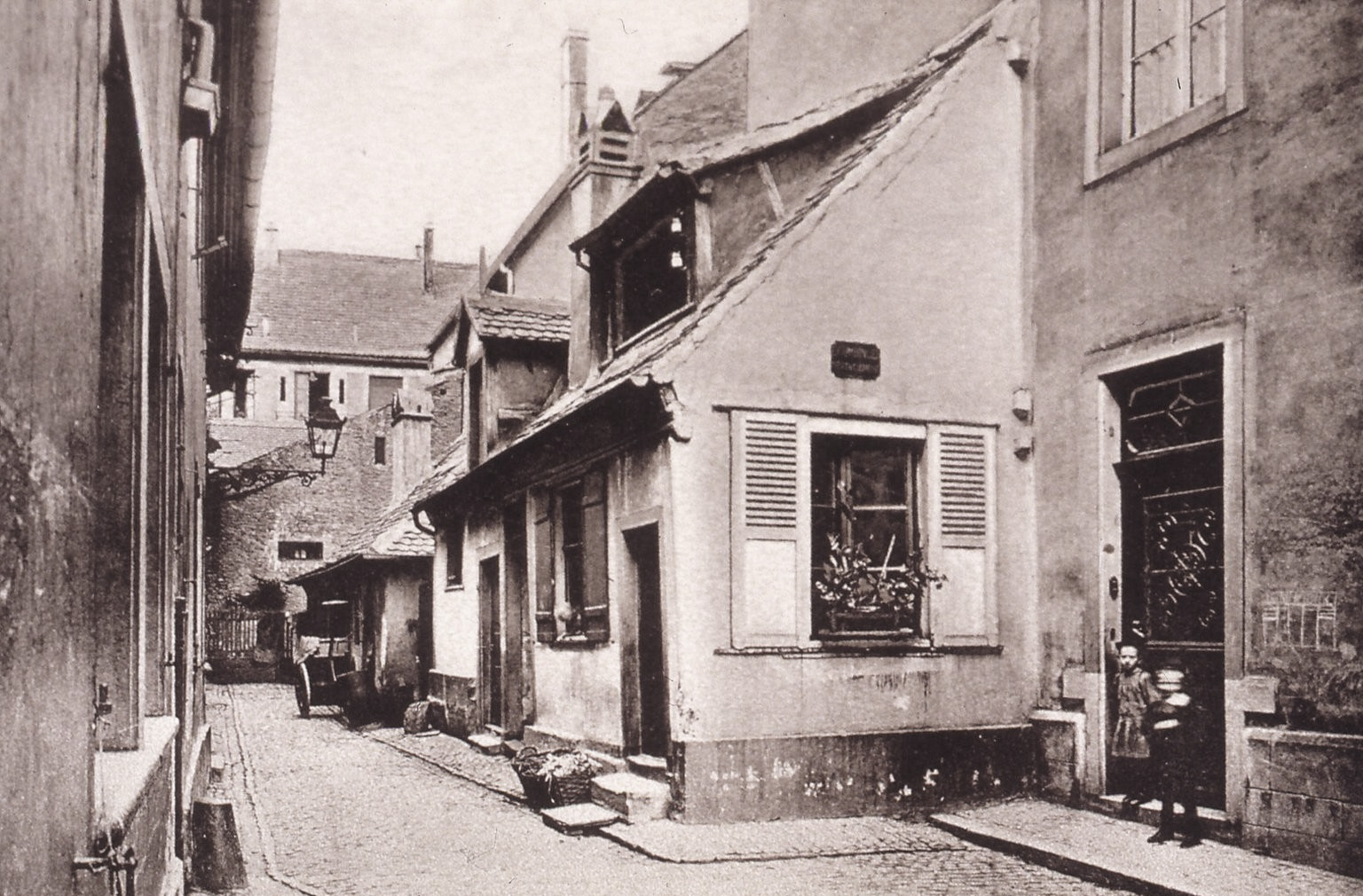
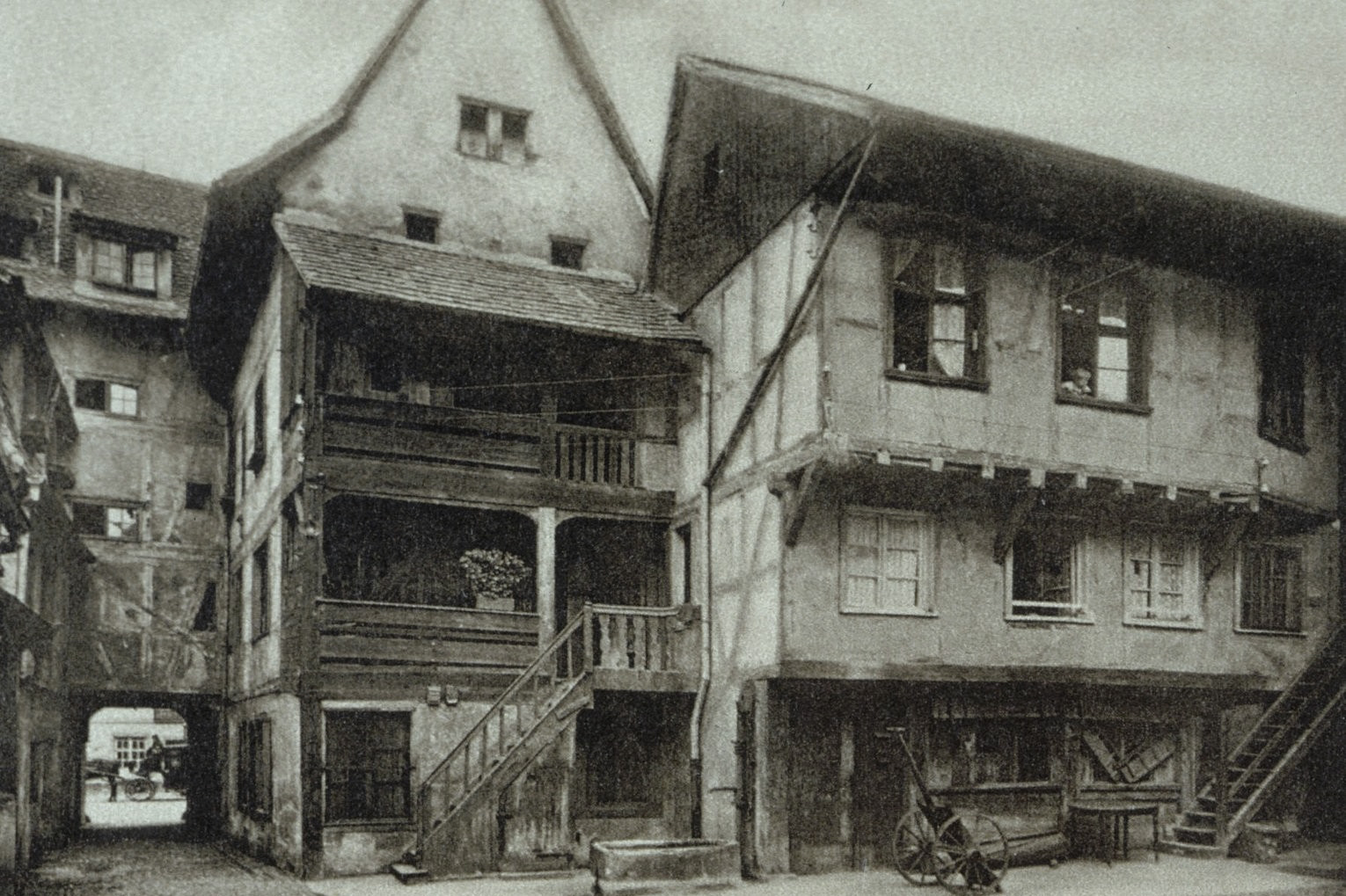

Lorsque la place Henri-Dunant est créée en 1963, les maisons situées aux numéros impairs (1 à 21) et au no 2 sont détachées de la rue Finkwiller et domiciliées sur la nouvelle place.

## Bâtiments remarquables
- no 4 : Construit en 1767, le bâtiment est caractéristique de l'architecture du XVIIIe siècle, avec son rez-de-chaussée et ses chaînes d'angles parementés en grès à refends, ses appuis de fenêtres galbés et ses linteaux à clé[3].
- no 8 : Sur la façade, un cartouche sculpté porte l'inscription Zum Holtzapffel, ainsi qu'une date, 1747[1]. L'hypothèse d'une référence à la famille noble Holtzapffel de Herxheim, venue s'installer en Alsace au début du XVIIIe siècle[4], a été avancée[5], mais Adolphe Seyboth mentionne dès le XVe siècle plusieurs auberges à cet endroit : après la Trinkstube der Gärtner (1437), la Stube zum Holzapfel (1449), puis « À la Pomme sauvage » (1766[6]).
- no 21 : Lorsqu'en 1866 l'architecte Émile Salomon épouse Madeleine (Léna) Stuber, fille d'Auguste Stuber, lui-même charpentier devenu architecte, il s'installe dans cette maison construite par son beau-père en 1838 et y ouvre son cabinet[7].
Depuis les années 1960, l'adresse de cet immeuble est devenue le no 21, place Henri-Dunant[7].
- no 27 : Le facteur d'orgues Jean André Silbermann vécut dans cette maison du XVIIIe siècle[1].
- no 28 : Cette demeure date également du XVIIIe siècle[1].
- no 33 : La maison est dotée d'une porte Renaissance[1].

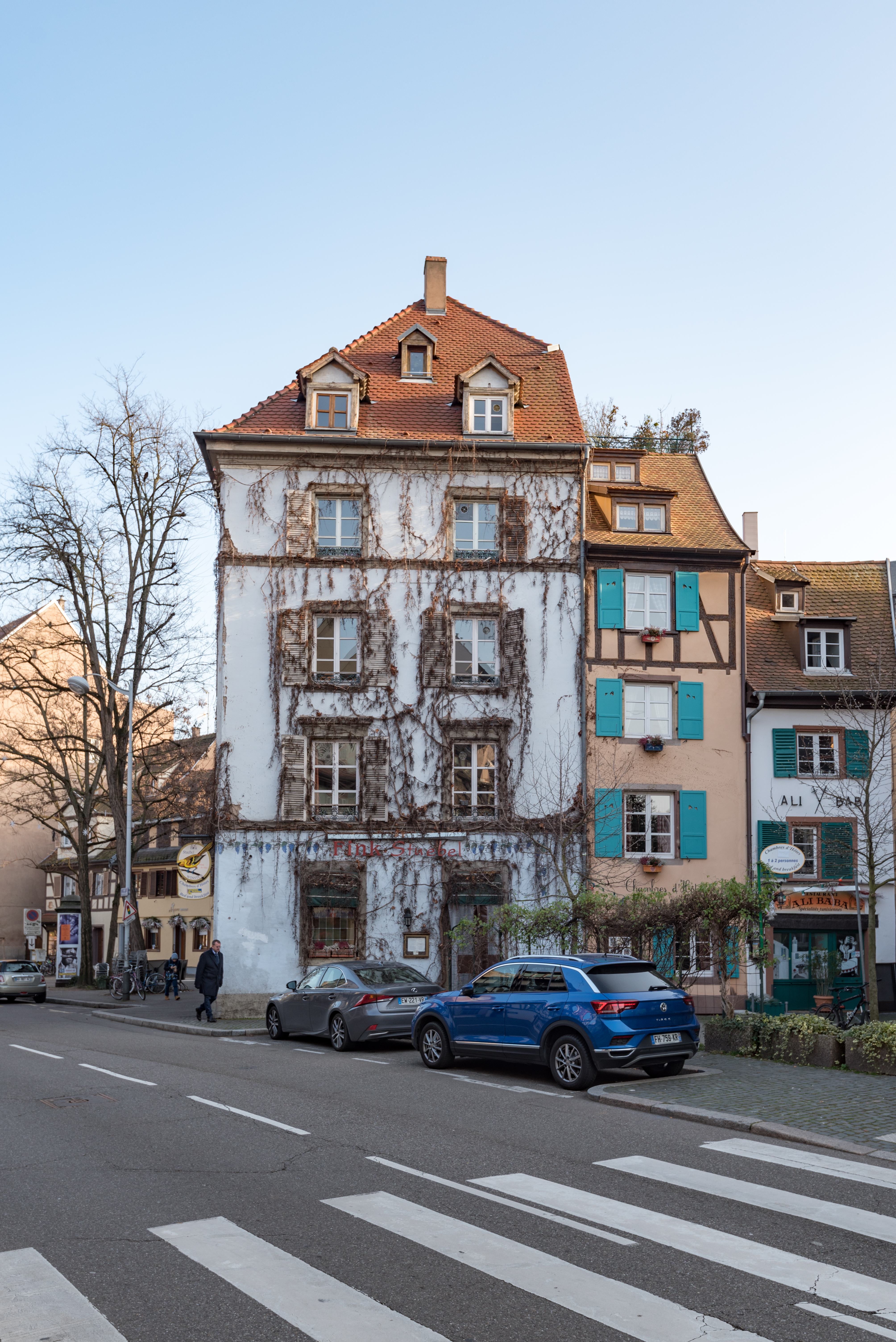
nos 26, 24, 22.
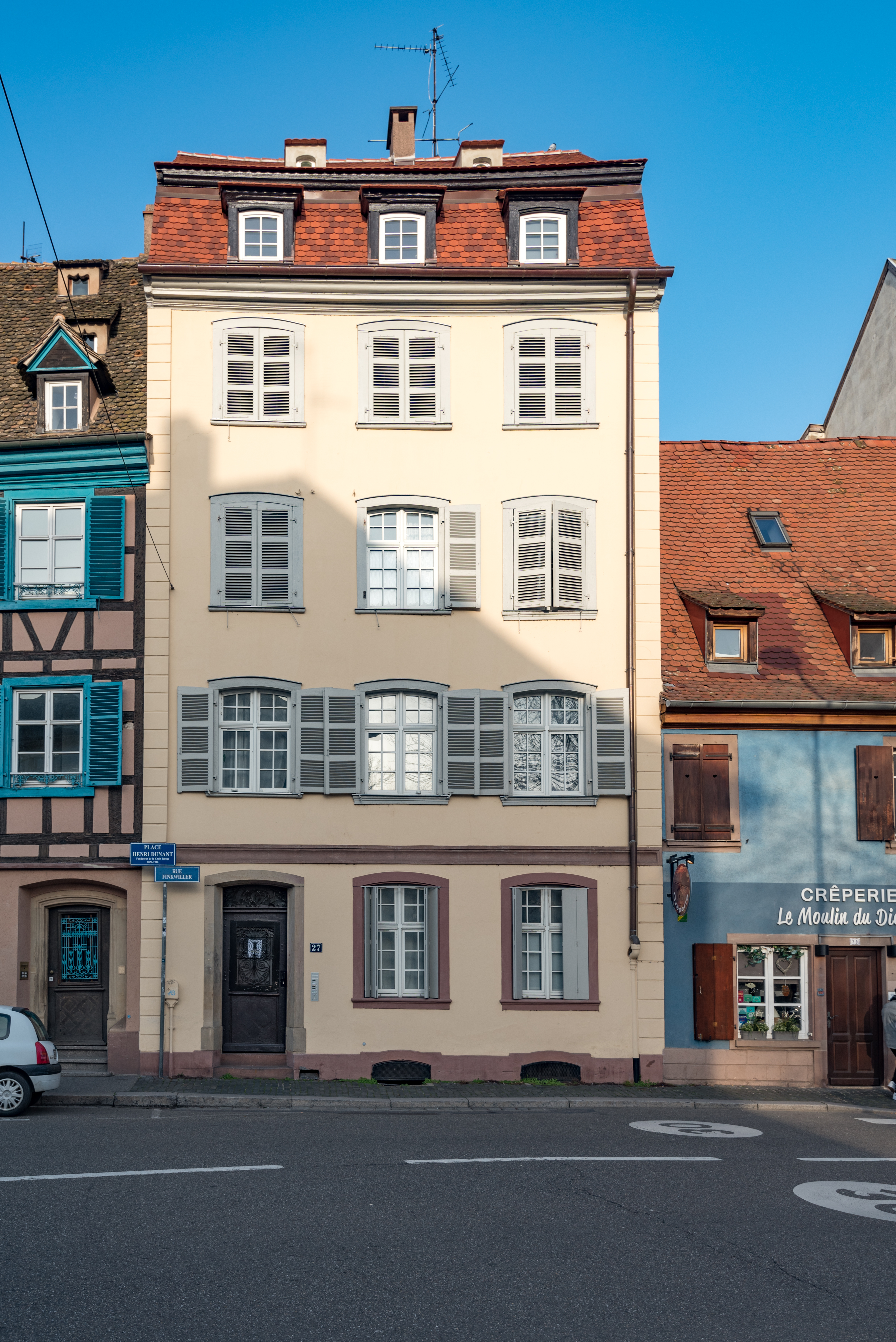
no 27.
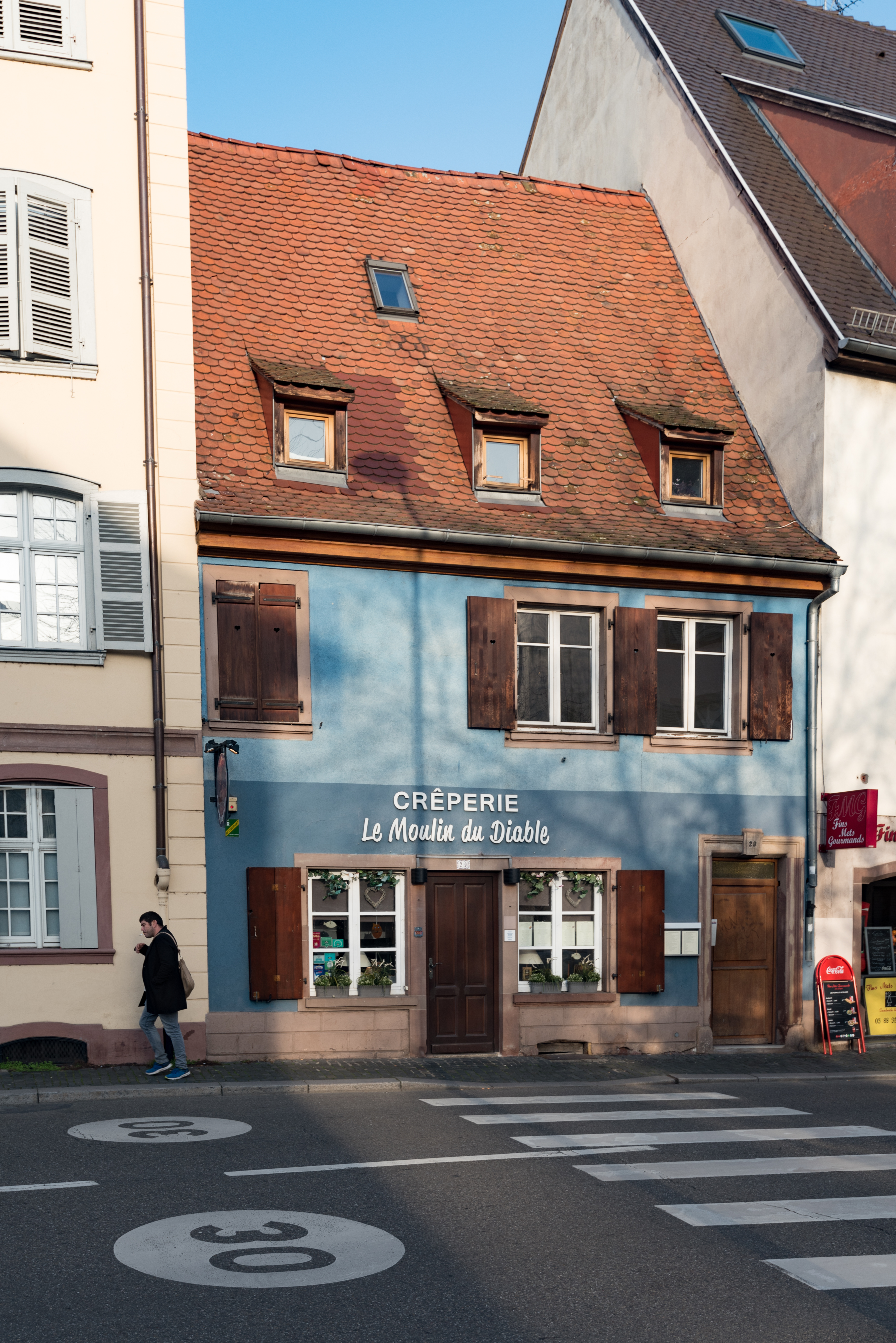
no 29
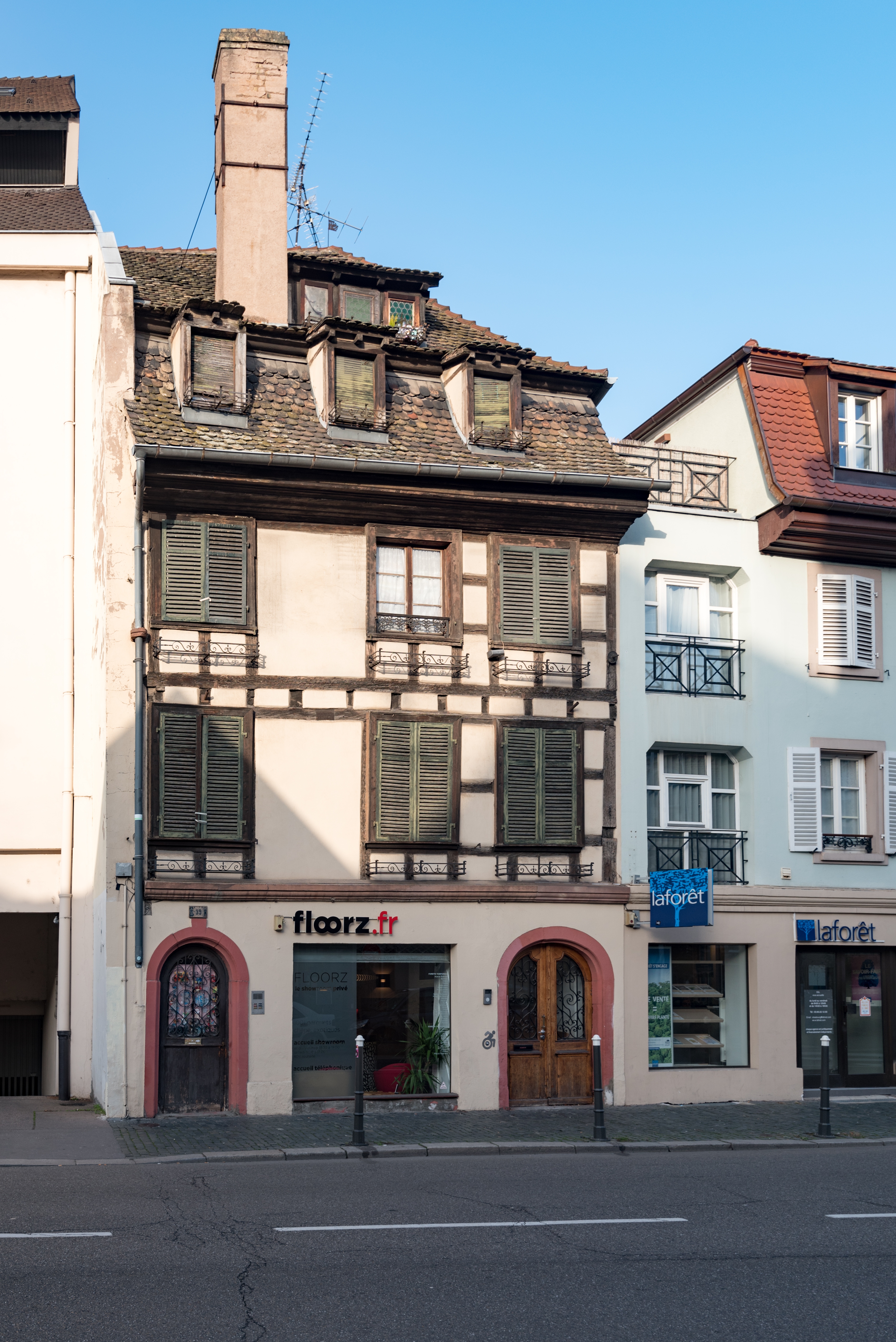
no 39